# Oulad Amer
Oulad Amer (àrab أولاد عامر) és una comuna rural de la província de Settat de la regió de Casablanca-Settat. Segons el cens de 2014 tenia una població total de 6.673 persones.